# Tadeusz Dietrich
Tadeusz Barnaba Dietrich (* 14. Juni 1905 in Łódź; † 28. Juli 1960 in Uppsala) war ein Politiker der Polnischen Vereinigten Arbeiterpartei PZPR (Polska Zjednoczona Partia Robotnicza) in der Volksrepublik Polen, der unter anderem zwischen 1949 und 1952 Minister für Binnenhandel sowie von 1952 bis zu seinem Tode 1960 Finanzminister war.

## Leben

### Finanzbeamter, Staatssekretär und Binnenhandelsminister
Tadeusz Dietrich, Sohn von Bolesław Dietrich und dessen Ehefrau Helena Dietrich, begann nach dem Schulbesuch an der Fakultät für Finanz- und Wirtschaftswissenschaften der Hochschule für Wirtschafts- und Sozialwissenschaften Łódź ein Studium, das er an der Fakultät für Rechts- und Wirtschaftswissenschaften der Universität Posen fortsetzte. Er legte schließlich seine Promotion zum Doktor der Rechte sowie zum Doktor der Wirtschaftswissenschaften an der Universität Toruń ab. Er war im Anschluss als Beamter in der Steuerverwaltung in Posen und Łódź sowie zwischen 1936 und 1939 im Schatzministerium (Ministerstwo Skarbu) tätig. Während des Zweiten Weltkrieges arbeitete er in Privatunternehmen und wurde 1945 wieder Mitarbeiter in der Steuerverwaltung in Łódź.
1945 wechselte Dietrich wieder ins Schatzministerium und war zunächst Leiter der Steuerabteilung, ehe er von 1946 bis 1948 Staatssekretär in diesem Ministerium war. Er trat zudem 1945 der Polnischen Sozialistischen Partei PPS (Polska Partia Socjalistyczna) als Mitglied bei und wurde 1947 für die PPS Mitglied des Gesetzgebenden Sejm (Sejm Ustawodawczy) und gehörte diesem als Vertreter des Wahlbezirks Nr. 44 Koźle bis 1952 an. Nach der Vereinigung der PPS mit der Polnischen Arbeiterpartei PPR (Polska Partia Robotnicza) wurde er 1948 Mitglied der daraus hervorgegangenen Polnischen Vereinigten Arbeiterpartei PZPR (Polska Zjednoczona Partia Robotnicza) und fungierte zwischen 1948 und 1949 als Präsident des Zentralen Planungsamtes (Centralny Urząd Planowania).
Am 23. Februar 1949 wurde Tadeusz Dietrich Minister für Binnenhandel (Minister handlu wewnętrznego) im ersten Kabinett von Ministerpräsident Józef Cyrankiewicz und bekleidete dieses Amt bis zum 20. November 1952.

### Finanzminister und Abgeordneter

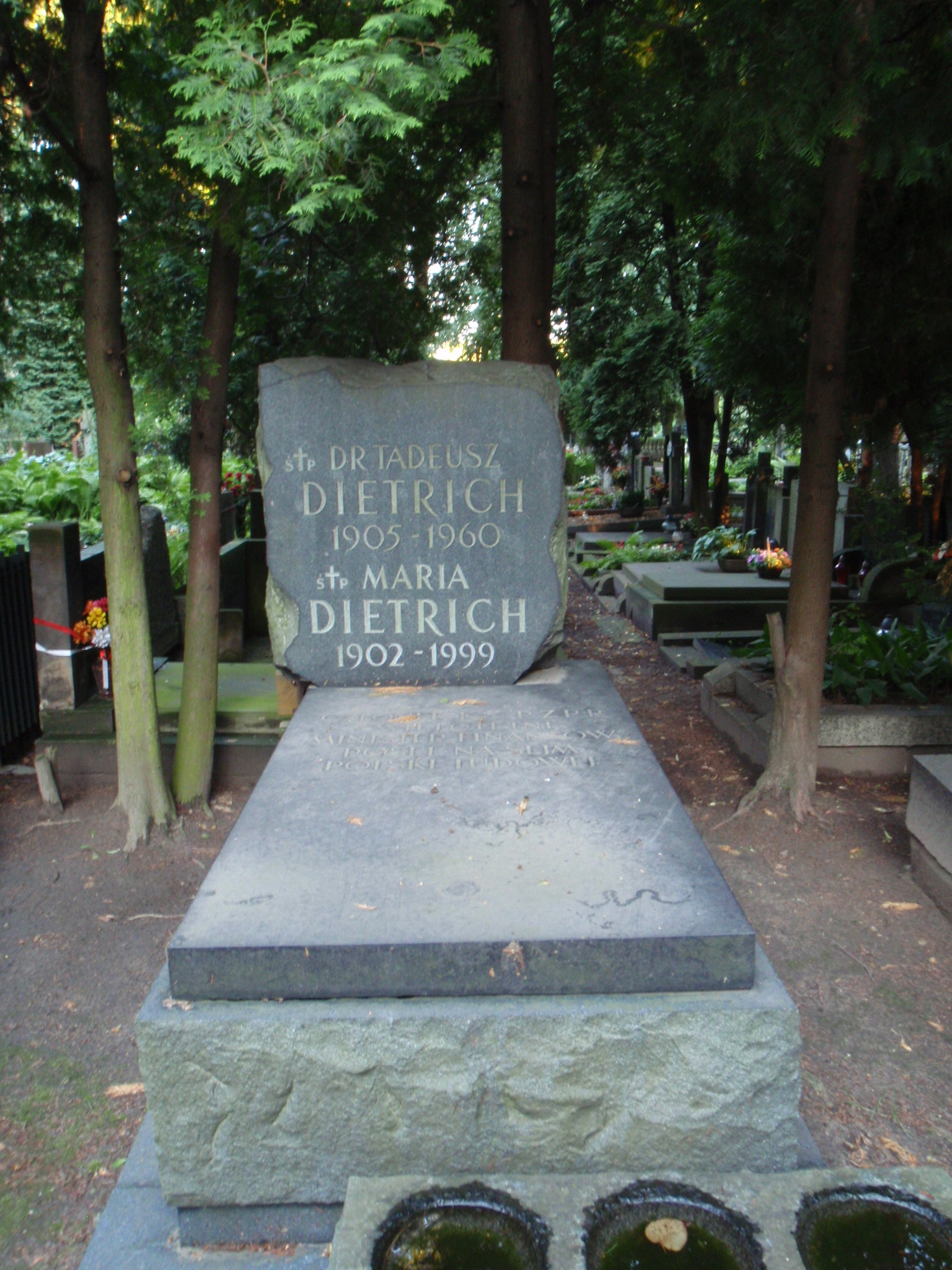
Grabstätte auf dem Warschauer Powązki-Militärfriedhof

Am 20. November 1952 wurde Dietrich daraufhin als Nachfolger von Konstanty Dąbrowski im Kabinett von Ministerpräsident Bolesław Bierut Finanzminister (Minister finansów) und hatte dieses Amt zwischen dem 18. März 1954 und dem 20. Februar 1957 auch im zweiten Kabinett Cyrankiewicz sowie vom 26. Februar 1957 bis zu seinem Tode am 28. Juli 1960 auch im dritten Kabinett Cyrankiewicz inne. Nach seinem Tode wurde der bisherige ZK-Sekretär Jerzy Albrecht sein Nachfolger. Er wurde des Weiteren am 20. November 1952 Mitglied des Sejm und vertrat dort bis zum 20. November 1956 den Wahlkreis Nr. 49 Prudnik. Er war ferner ständiges Mitglied des Komitees für wirtschaftliche, wissenschaftliche und technische Zusammenarbeit mit dem Ausland.
Während der Zeit des Polnischen Oktober 1956 gehörte er im Machtkampf innerhalb der PZPR unter Führung von Roman Zambrowski und Leon Kasman der nach einem Komplex modernistischer Mietshäuser in der Ul. Puławska 24 und 26 in Warschau benannten „Pulawy“-Gruppe (Puławianie), die hauptsächlich aus Intellektuelle und Aktivisten bestand, die im ersten Jahrzehnt Volkspolens aktiv waren. Die Puławian-Fraktion stand in Opposition zur Natolin-Fraktion um Zenon Nowak, Wiktor Kłosiewicz, Hilary Chełchowski, Aleksander Zawadzki, Władysław Kruczek, Władysław Dworakowski, Kazimierz Mijal, Franciszek Mazur, Bolesław Rumiński, Franciszek Jóźwiak und Stanisław Łapot, die gegen die Liberalisierung des kommunistischen Systems war, und die nationalistische und antisemitische Parolen proklamierte, um in der PZPR an die Macht zu kommen.
Für seine langjährigen Verdienste in der Volksrepublik Polen wurde er mehrfach ausgezeichnet und erhielt unter anderem den Orden Virtuti Militari, die Kommandeurswürde des Ordens Polonia Restituta, den Orden des Banners der Arbeit (Order Sztandaru Pracy) Erster Klasse sowie das Verdienstkreuz der Republik Polen in Gold (Złoty Krzyż Zasługi). Zuvor wurden ihm das Ritterkreuz sowie das Offizierskreuz des Ordens Polonia Restituta verliehen. Nach seinem Tode wurde er auf dem Warschauer Powązki-Militärfriedhof beigesetzt.

## Veröffentlichung
- Zasady systemu finansowego Polski powojenne, 1947